# 白氏鎧弓魚
白氏鎧弓魚，為輻鰭魚綱骨舌魚目弓背魚科的其中一種，為熱帶淡水魚，分布於亞洲泰國、寮國及柬埔寨湄公河流域，體長可達120公分，棲息在水流快速且深，在清晨及黃昏活動，以魚類、甲殼類及昆蟲為食，可作為觀賞魚及食用魚。

## 扩展阅读
維基物種上的相關：白氏鎧弓魚